# Нібйонно
Нібйонно (італ. Nibionno) — муніципалітет в Італії, у регіоні Ломбардія,  провінція Лекко.
Нібйонно розташоване на відстані близько 510 км на північний захід від Рима, 33 км на північ від Мілана, 17 км на південний захід від Лекко.
Населення — 3704 особи (2014).

## Демографія
Населення за роками:

Станом на 1 січня 2023 року в муніципалітеті офіційно проживало 300 іноземців з 30 країн, серед них 52 громадяни країн Євросоюзу та 6 громадян України.

## Сусідні муніципалітети
- Бульчіаго
- Кассаго-Бріанца
- Коста-Мазнага
- Інвериго
- Ламбруго
- Ведуджо-кон-Кольцано